# Fundación Sabino Arana
La Fundación Sabino Arana (Sabino Arana Fundazioa, en euskera) es una institución cultural vinculada al Partido Nacionalista Vasco dedicada a promover, estudiar y difundir el nacionalismo vasco y adaptar sus principios a la modernidad. Fue constituida oficialmente el 11 de octubre de 1988.

## Organización interna
Está formada por una Junta Rectora presidida en la actualidad por Mireia Zarate y dirigida por Irune Zuluaga y también dispone de un Patronato en el que figuran destacadas personalidades del nacionalismo vasco.
Su presidente de honor es Juan María Atutxa.

## Actividades principales
- Gestiona el Archivo del Nacionalismo Vasco, con sede en Bilbao (Vizcaya), constituido por un fondo documental de más de un millón de documentos que provienen en su mayoría de los archivos del Partido Nacionalista Vasco, y también de donaciones particulares.[1]

- También gestiona el Museo del Nacionalismo Vasco.[2]

- Organiza anualmente los Premios Sabino Arana desde 1988, cuyo premio es una moneda de oro macizo con la efigie de Sabino Arana realizada por el escultor catalán Juan Puigdollers.[3]

- Edita la revista Hermes además de otras publicaciones y libros.

- Realiza conferencias, debates, seminarios.[4]

- Dispone de grabaciones de los diferentes actos que promueve.[5]